# Zygmunt Baranowski
Zygmunt Baranowski (ur. 29 września 1933 w Sosnowcu, zm. 15 maja 1985 w Warszawie) – pułkownik, funkcjonariusz aparatu bezpieczeństwa PRL i Milicji Obywatelskiej.

## Życiorys
Urodził się 29 września 1933 r. w Sosnowcu jako syn Stanisława i Władysławy.
W 1950 r. wstąpił do Korpusu Kadetów im. gen. Karola Świerczewskiego w Warszawie. W latach 1954–1955 słuchacz rocznej szkoły oficerskiej w Krajowym Ośrodku Szkoleniowym Ministerstwa Bezpieczeństwa Publicznego w Gdańsku. Karierę w aparacie bezpieczeństwa rozpoczął w Gdańsku, najpierw w Wydziale II (kontrwywiad), przeniesiony w 1957 r. do Wydziału „T” (technicznego), w 1962 r. na własną prośbę przeniesiony z powrotem do Wydziału II (kontrwywiad). Od czerwca 1970 r. zastępca naczelnika Wydziału II (kontrwywiad) w komendzie wojewódzkiej MO w Gdańsku. Od 1973 r. naczelnik tego Wydziału.
W czerwcu 1975 r. został zastępcą komendanta ds. Służby Bezpieczeństwa KW MO w Szczecinie.
W marcu 1980 r. objął stanowisko zastępcy komendanta ds. Służby Bezpieczeństwa KW MO w Katowicach, które sprawował do listopada 1984 r.
W stanie wojennym odpowiadał za realizację akcji „Klon” polegającej na „wywieraniu presji na działaczy opozycji”.
Od 15 listopada 1984 r. do śmierci w maju 1985 r. zatrudniony na stanowisku dyrektora Departamentu IV MSW, części Służby Bezpieczeństwa zajmującej się Kościołem katolickim i innymi związkami wyznaniowymi. Był członkiem PZPR. Od stycznia 1984 był członkiem Komitetu Wojewódzkiego PZPR w Katowicach.
Pochowany na Cmentarzu Centralnym w Szczecinie (kwatera 8B, rząd 7, nr grobu 10).

## Atak na kopalnię „Wujek”
Zygmunt Baranowski był szefem katowickiej SB w czasie wprowadzenia stanu wojennego i podczas ataku na strajkującą kopalnię „Wujek”, gdy 9 górników zostało zabitych.
Przed atakiem na kopalnię „Wujek”, a nawet przed wprowadzeniem stanu wojennego, Baranowski jako szef katowickiej bezpieki kierował pracami, których celem było stworzenie planów pacyfikacyjnych śląskich zakładów pracy. Przed atakiem i podczas ataku w kopalni obecna była grupa płk. E. Perka podległa bezpośrednio Baranowskiemu.

## Departament IV
Bezpośrednio po zabójstwie ks. Jerzego Popiełuszki Baranowski został przeniesiony do Warszawy i objął stanowisko wicedyrektora, a szybko również dyrektora Departamentu IV MSW. Wiązało się to z tym, że dotychczasowy wicedyrektor tego departamentu Adam Pietruszka został zatrzymany i aresztowany w związku z zabójstwem ks. Popiełuszki, zaś dyrektor – gen. Płatek – zawieszony w obowiązkach.

## Odznaczenia
- Krzyż Oficerski Orderu Odrodzenia Polski
- Krzyż Kawalerski Orderu Odrodzenia Polski
- Medal 30-lecia Polski Ludowej
- Medal 40-lecia Polski Ludowej
- Złota Odznaka „W Służbie Narodu”